# Yezoceryx iridicolor
Yezoceryx iridicolor är en stekelart som först beskrevs av Cameron 1905.  Yezoceryx iridicolor ingår i släktet Yezoceryx och familjen brokparasitsteklar. Inga underarter finns listade i Catalogue of Life.